# ウィリアム・キャヴェンディッシュ＝ベンティンク (第6代ポートランド公爵)
第6代ポートランド公爵ウィリアム・ジョン・アーサー・チャールズ・ジェイムズ・キャヴェンディッシュ＝ベンティンク（英: William John Arthur Charles James Cavendish-Bentinck, 6th Duke of Portland、1857年12月28日 - 1943年4月26日）は、イギリスの貴族。ガーター勲章勲爵士、ロイヤル・ヴィクトリア勲章ナイト・グランド・クロス勲爵士、枢密顧問官、Territorial Decoration勲爵士。
アーサー・キャヴェンディッシュ＝ベンティンクとその最初の妻エリザベス・ソフィア・ホーキンズ＝ホイットシッドの息子。妻はウィニフレッド・アン・ダラス＝ヨーク。
元々貧乏な下級士官だったが、25歳の時に父の従兄である第5代ポートランド公爵ウィリアム・ジョン・キャヴェンディッシュ・キャヴェンディッシュ＝スコット＝ベンティンクが未婚のまま死亡したためポートランド公爵位を継いだ。彼の死後、ポートランド公爵位は息子のウィリアム・アーサー・ヘンリー・キャヴェンディッシュ＝ベンティンクが相続した。